# Ciudad Rodrigo

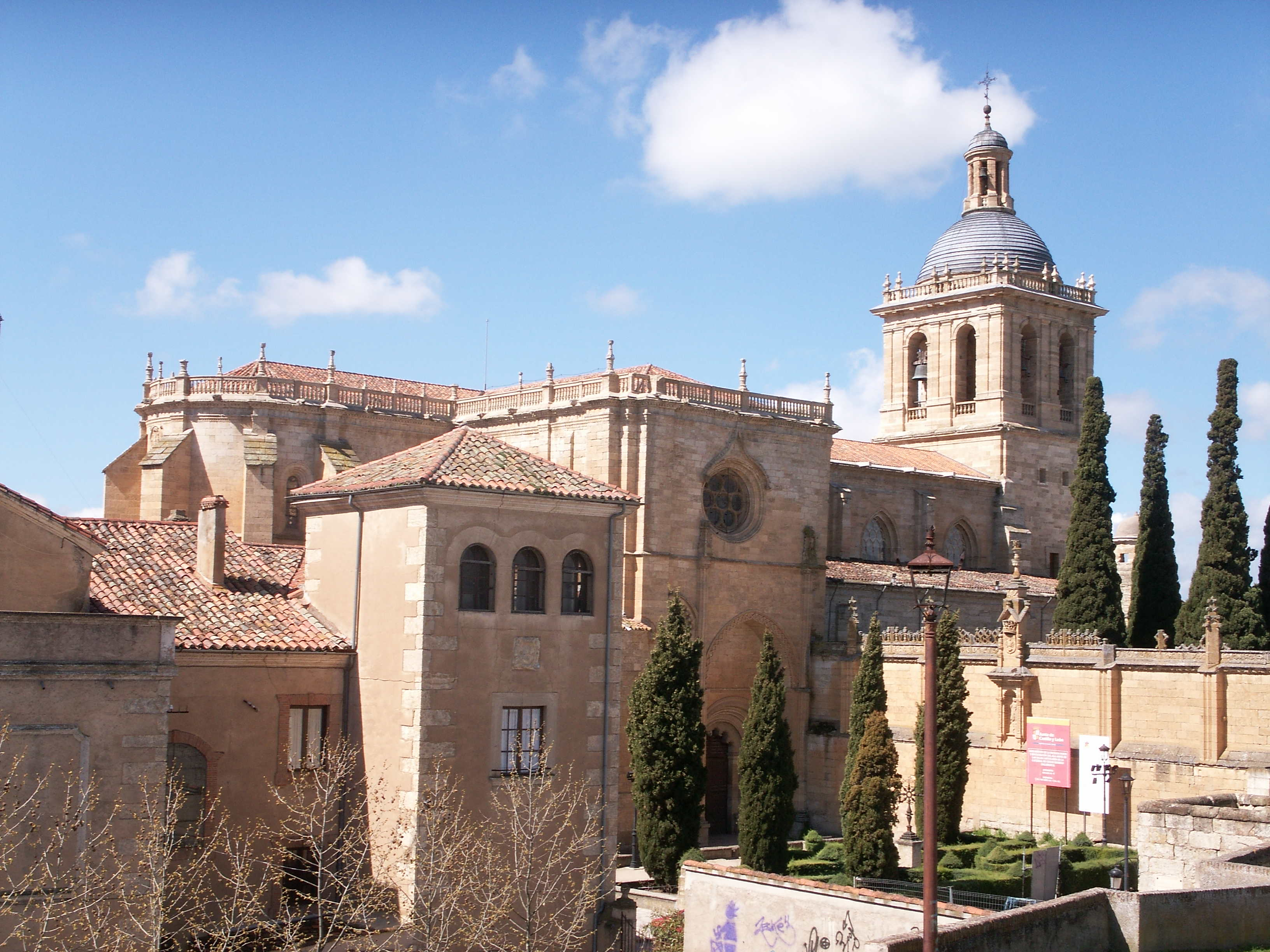
Ciudad Rodrigo – Kathedrale

Ciudad Rodrigo ist eine spanische Stadt und eine Gemeinde (municipio) mit 11.846 Einwohnern (Stand: 2024) im Westen der Provinz Salamanca nahe der Grenze zu Portugal in der Autonomen Gemeinschaft Kastilien und León. Bereits im Jahr 1944 wurde die Altstadt von Ciudad Rodrigo zum Kulturgut (Bien de Interés Cultural) in der Kategorie Conjunto histórico-artístico erklärt.

## Lage und Klima
Die ca. 655 m hoch gelegene mauerumgürtete Stadt Ciudad Rodrigo liegt am Fluss Águeda im Westen Spaniens knapp 90 km (Fahrtstrecke) südwestlich der Provinzhauptstadt Salamanca und gut 30 km östlich der portugiesischen Grenze. Das an manchen Tagen von Atlantik beeinflusste Klima ist gemäßigt bis mild; Regen (ca. 775 mm/Jahr) fällt mit Ausnahme der Sommermonate übers Jahr verteilt.

## Bevölkerungsentwicklung
| Jahr      | 1857  | 1900  | 1950   | 2000   | 2020   |
| Einwohner | 6.429 | 8.930 | 12.596 | 14.555 | 12.261 |

Der deutliche Anstieg der Stadtbevölkerung in der zweiten Hälfte des 20. Jahrhunderts beruht im Wesentlichen auf der Zuwanderung von Menschen aus den ländlichen Regionen des Umlandes.

## Wirtschaft
Die Landwirtschaft samt der Viehzucht bildete seit jeher die Lebensgrundlage der Bevölkerung des Umlands. Bereits im Mittelalter ließen sich auch Händler, Handwerker und Dienstleister in der sich schnell entwickelnden Stadt nieder. Seit den 1960er Jahren spielt der Tagestourismus eine wichtige Rolle in der denkmalgeschützten Altstadt.

## Geschichte

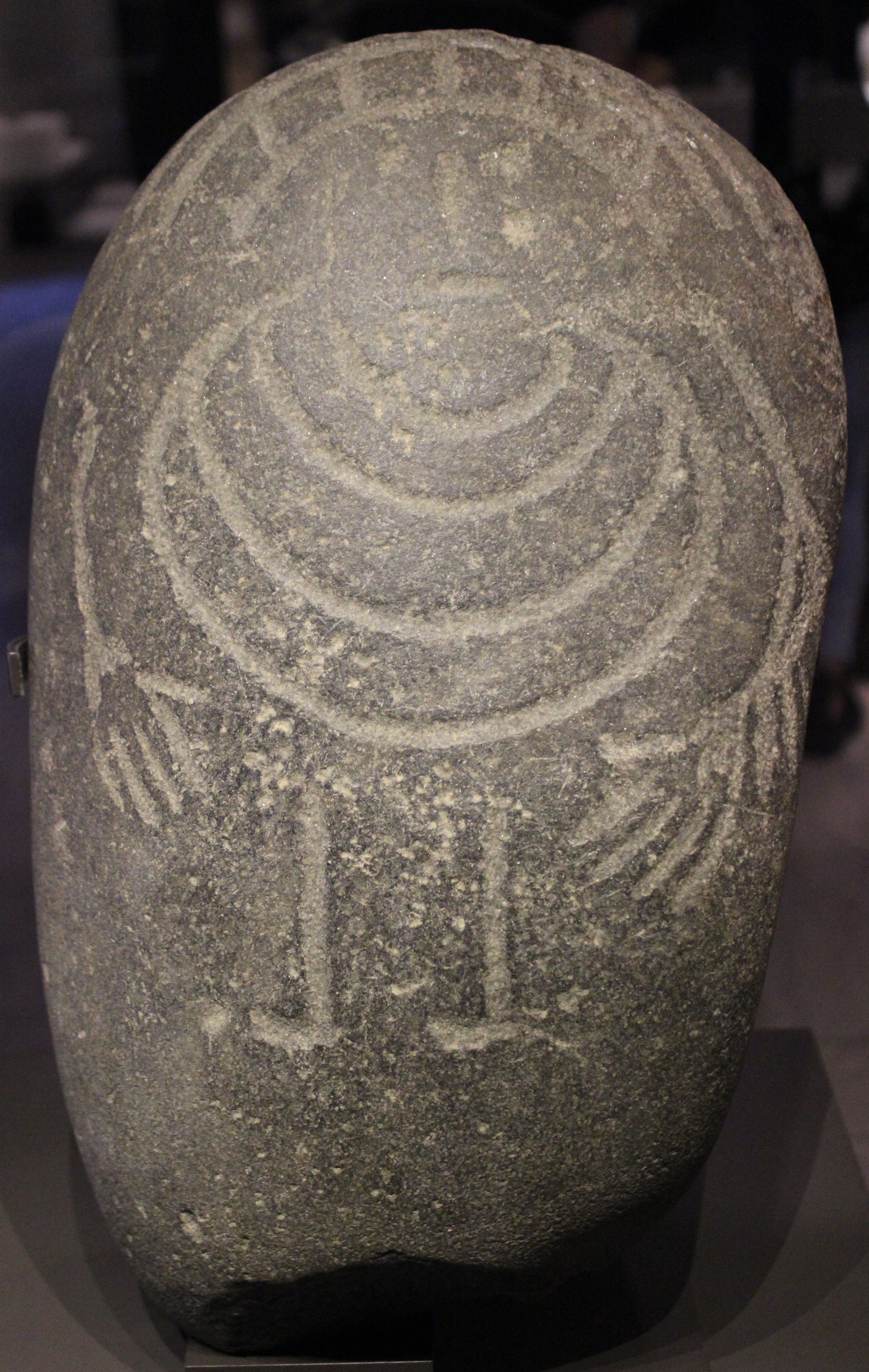
Idol von Ciudad Rodrigo

Archäologische Funde deuten auf eine Besiedelung des Gebietes seit der Bronzezeit hin. In der Umgebung wurden auch Steinwerkzeuge aus dem Altpaläolithikum gefunden. Die erste Gründung einer größeren Ansiedlung kann auf das 6. Jahrhundert v. Chr. datiert werden – die damals bereits keltisch beeinflussten Vettonen gründeten die Stadt unter dem Namen Miróbriga. Ein Zeugnis dieser vorrömischen Zeit ist eine Steinfigur (verraco) aus Granit, die man heute noch in der Stadt besichtigen kann und die wahrscheinlich vettonischen Ursprungs ist. Nach der Eroberung durch die Römer wurde die Stadt zu Ehren des Kaisers Augustus in Augustóbriga umbenannt. Aus dieser Zeit stammen auch die drei Säulen am Eingang der Stadt, die Teil eines Tempels waren und seit dem Mittelalter das Wappen der Stadt schmücken. Überreste aus der Zeit der Sueben und der Westgoten sind spärlich gesät. Erst die Geschichte nach der Wiedergründung der Stadt durch den Namensgeber Graf Rodrigo González Girón im 12. Jahrhundert kann besser nachverfolgt werden. Das älteste Dokument, das den Namen der Stadt (Civitatem de Rodric) enthält, wurde von der Kathedrale von Salamanca im Jahr 1136 ausgestellt.
Obwohl die Stadt im 15. und 16. Jahrhundert ihre Blütezeit erlebte, war sie aufgrund ihrer strategisch guten Lage zwischen der portugiesischen Grenze und Salamanca Schauplatz mehrerer kriegerischer Auseinandersetzungen. Beim Comuneros-Aufstand (1520–1522) war die Stadt zweigeteilt in Anhänger Karls I. von Spanien und Comuneros. Auch während des Spanischen Erbfolgekrieges (1701–1714) wurden große Teile der Stadt zerstört.
Nach einer Belagerung im Zuge der Napoleonischen Kriege, die am 26. April 1810 begann, eroberte Marschall Michel Neys VI. Korps – ein Teil der 65.000 Mann starken Armee von André Masséna – am 9. Juli die Stadt. Der spanische Feldmarschall Don Andrés Pérez de Herrasti musste die Stadt aufgeben, nachdem die französische Artillerie ein Loch in die Stadtmauer schießen konnte (siehe Belagerung von Ciudad Rodrigo (1810) und Belagerung von Ciudad Rodrigo (1812)).

## Sehenswürdigkeiten

### Stadtmauern
Im Zuge der Wiederbevölkerung der Stadt ließ Ferdinand II. im Jahr 1161 die heute noch vorhandene mittelalterliche Stadtmauer errichten. Sie ist annähernd 2 km lang und hatte im Verlauf der Geschichte sieben Durchgänge. Außer der Puerta del Rey sind heute alle übrigen Tore passierbar:
- Die Puerta del Conde („Tor des Grafen“) liegt in unmittelbarer Nähe zum Palast, in dem Graf Rodrigo González Girón residierte. Das Tor wurde im Jahr 1966 restauriert.
- Die Puerta de Santiago liegt im Süden der Stadt und wurde im 12. oder 13. Jahrhundert errichtet; sie befindet sich noch im Originalzustand.
- Die Puerta de la Colada wurde unter Ferdinand II. errichtet; sie enthält Schießscharten und führt zur Anhöhe, auf der die Burg Heinrichs II. steht.
- Die Puerta del Sol wurde zu Zeiten Heinrichs II. errichtet und führt nach Osten aus der Stadt; sie wurde im Jahr 1970 wiederaufgebaut.
- Die Puerta de San Vicente hat die Form eines aus Backsteinen gebauten Gewölbes und zeigt gen Westen.
- Die Puerta de Amayuelas trug wegen ihres vergleichsweise späten Erbauungsdatums (1563) früher auch den Namen Puerta Nueva („Neues Tor“).

### Kathedrale
Es war ebenfalls Ferdinand II., der Ciudad Rodrigo zur Suffragandiözese von Santiago de Compostela machte. Dies wurde im Jahr 1175 in einer Bulle von Papst Alexander III. offiziell bestätigt. Im Zuge dessen wurde mit dem Bau der Kathedrale begonnen. Da die erste Bauphase bis zum 14. Jahrhundert andauerte, sind sowohl romanische als auch gotische Elemente vorherrschend. Der Kirchturm (campanario) im Stile des Klassizismus wurde erst im Jahr 1770 fertiggestellt. Das Innere des Sakralbaus weist drei Kirchenschiffe und einen Binnenchor (coro) auf. Das Gewölbe der Hauptkapelle wurde vom spanischen Renaissancekünstler Rodrigo Gil de Hontañón gestaltet.

### Alcázar
Heinrich II. von Kastilien ließ im 14. Jahrhundert die Festung errichten; den Auftrag dazu gab er im Jahr 1372 dem Architekten Lope Arias Genízaro, der den alten Palast, dessen Ruine noch aus Zeiten der Römer stammte, wiederaufbauen ließ. Hinter einer Schutzmauer mit Abwehrtürmen erhebt sich der dreistöckige Bergfried (torre del homenaje). Eine zweite Mauer wurde im 15. Jahrhundert fertiggestellt.

### Sonstige Sehenswürdigkeiten
- Casa de la Cadena, Herrenhaus aus dem 16. Jahrhundert
- Palacio de los Águila
- Palacio de la Marquesa de Cartago
- Casa de los Vázquez

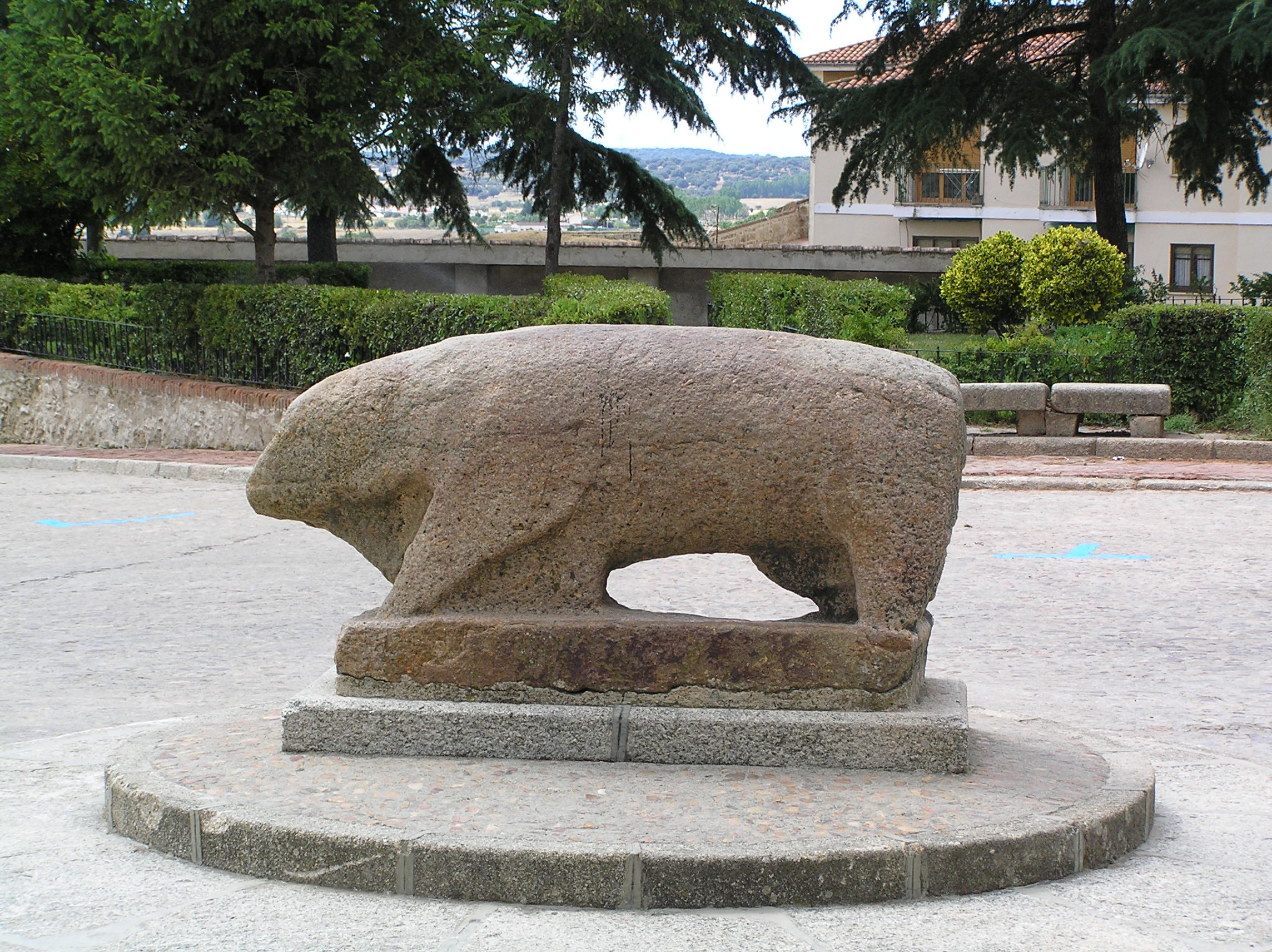
„El Verraco“ (Eber aus Granit)
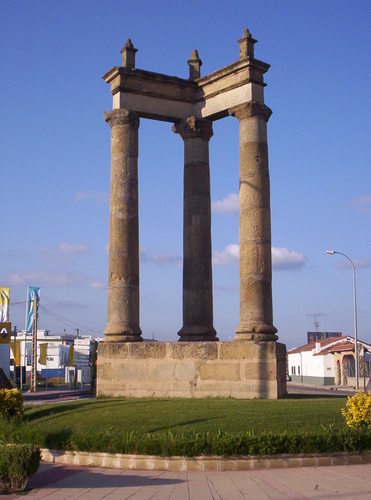
Drei Säulen, Wahrzeichen der Stadt
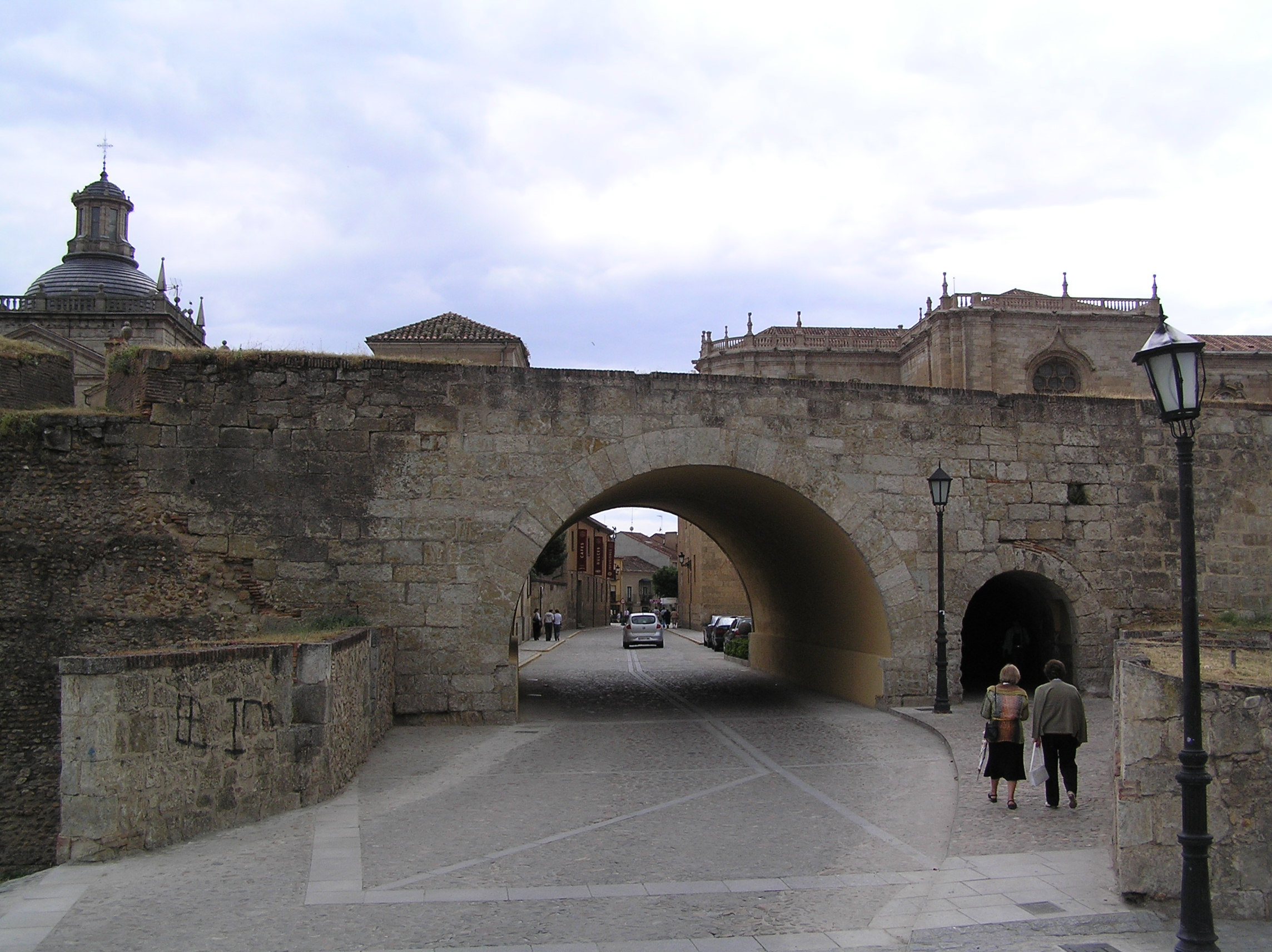
Puerta de Amayuelas
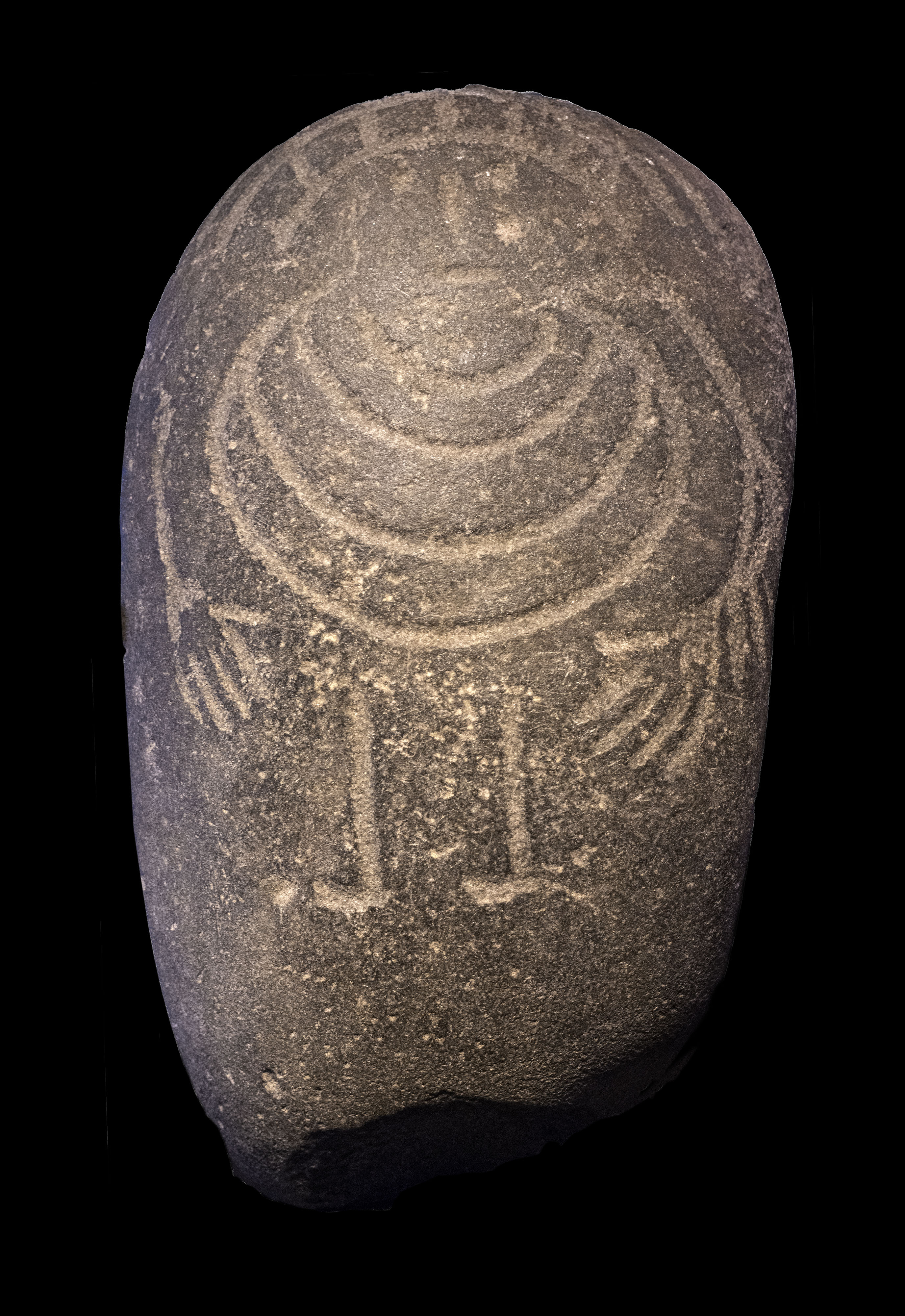
Idol
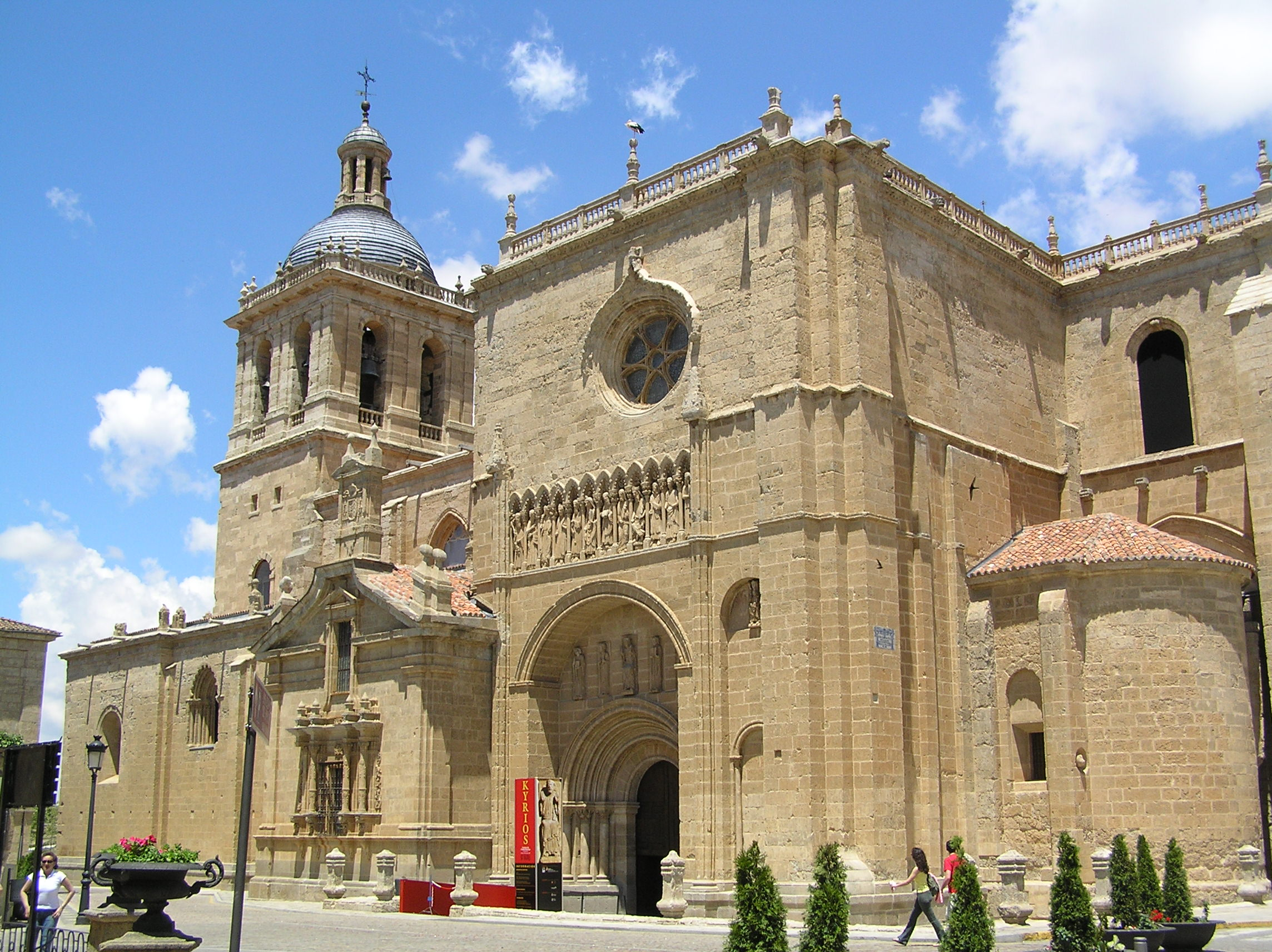
Kathedrale Santa María
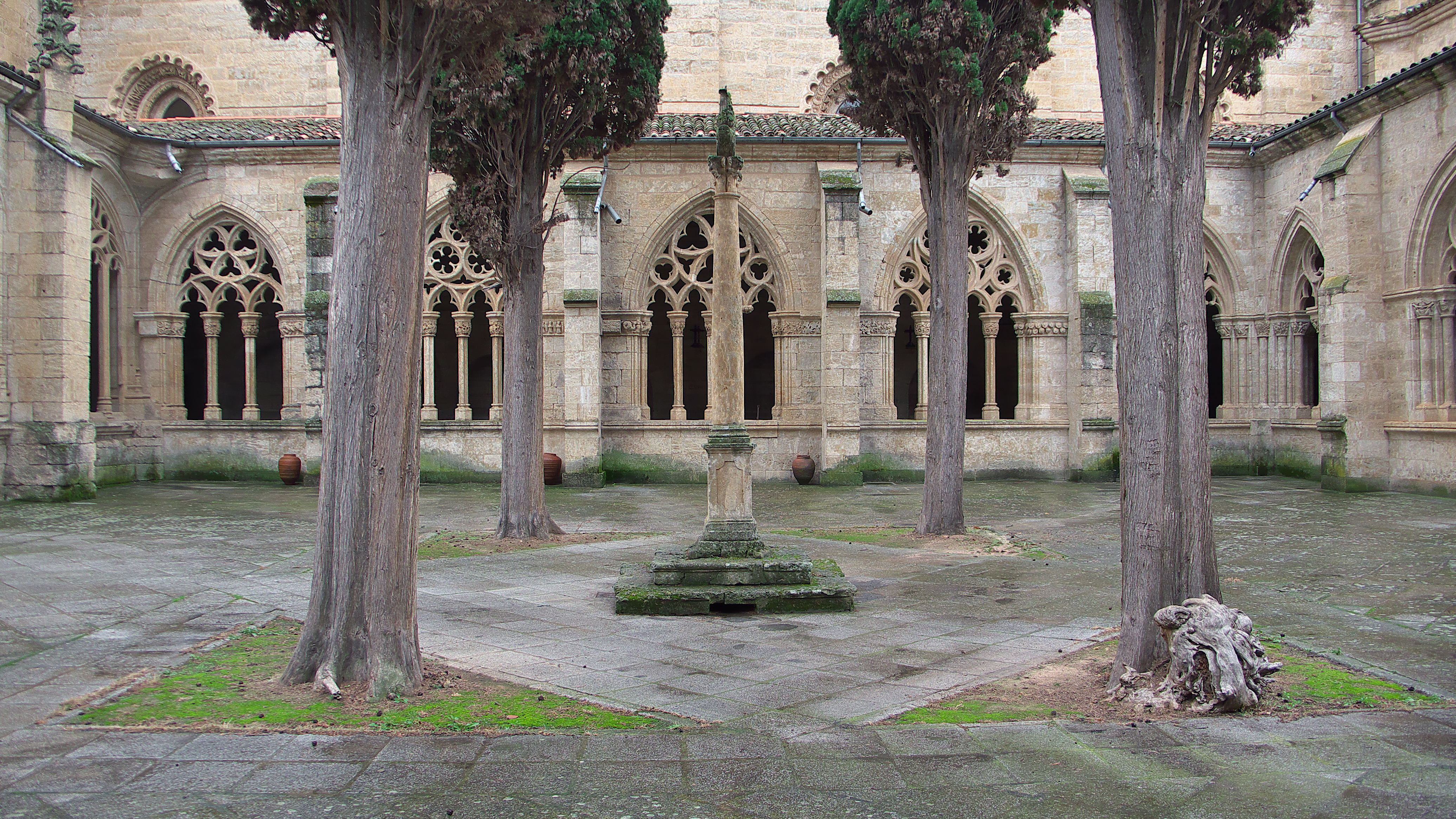
Kreuzgang der Kathedrale
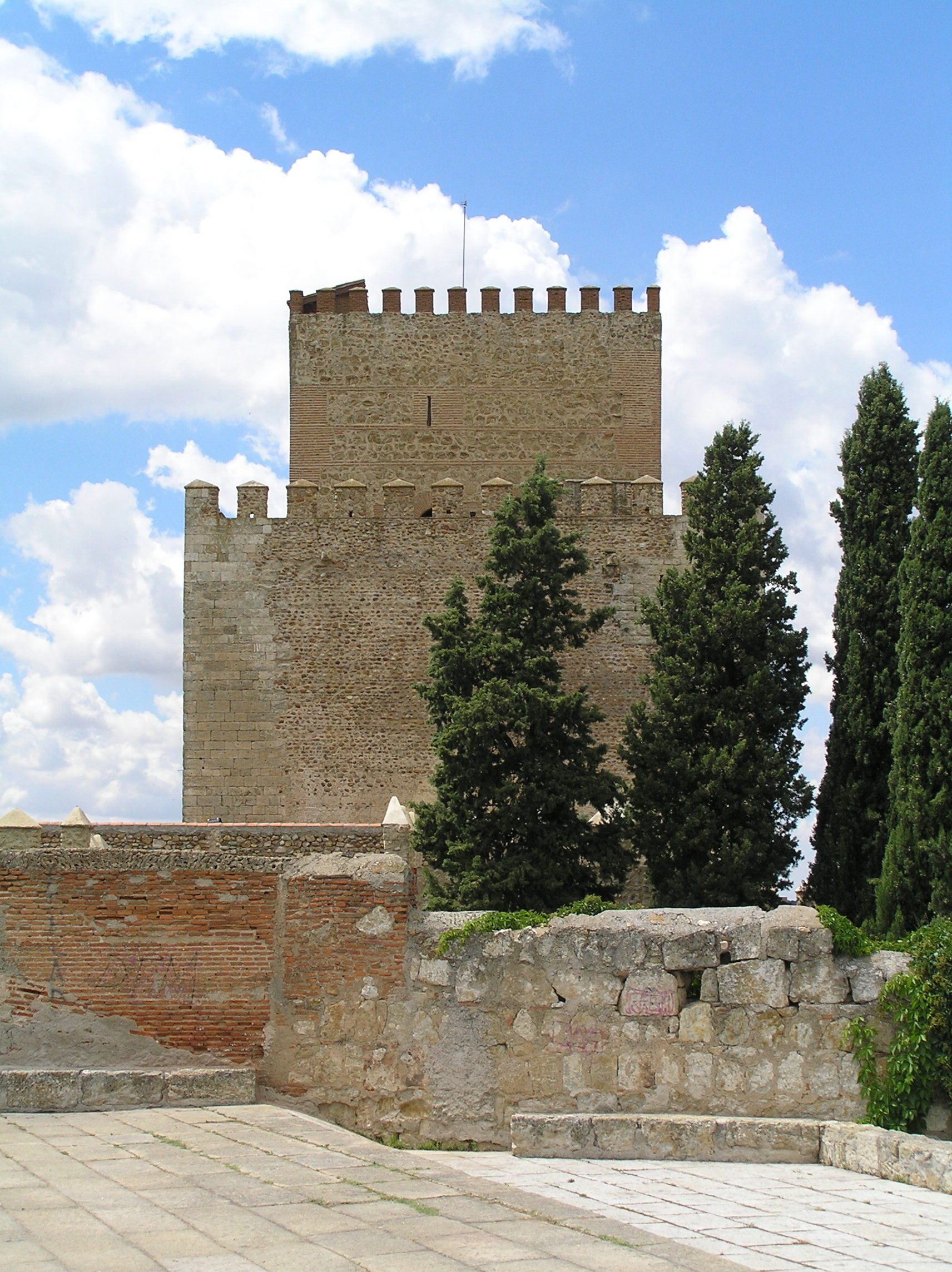
Torre de Homenaje
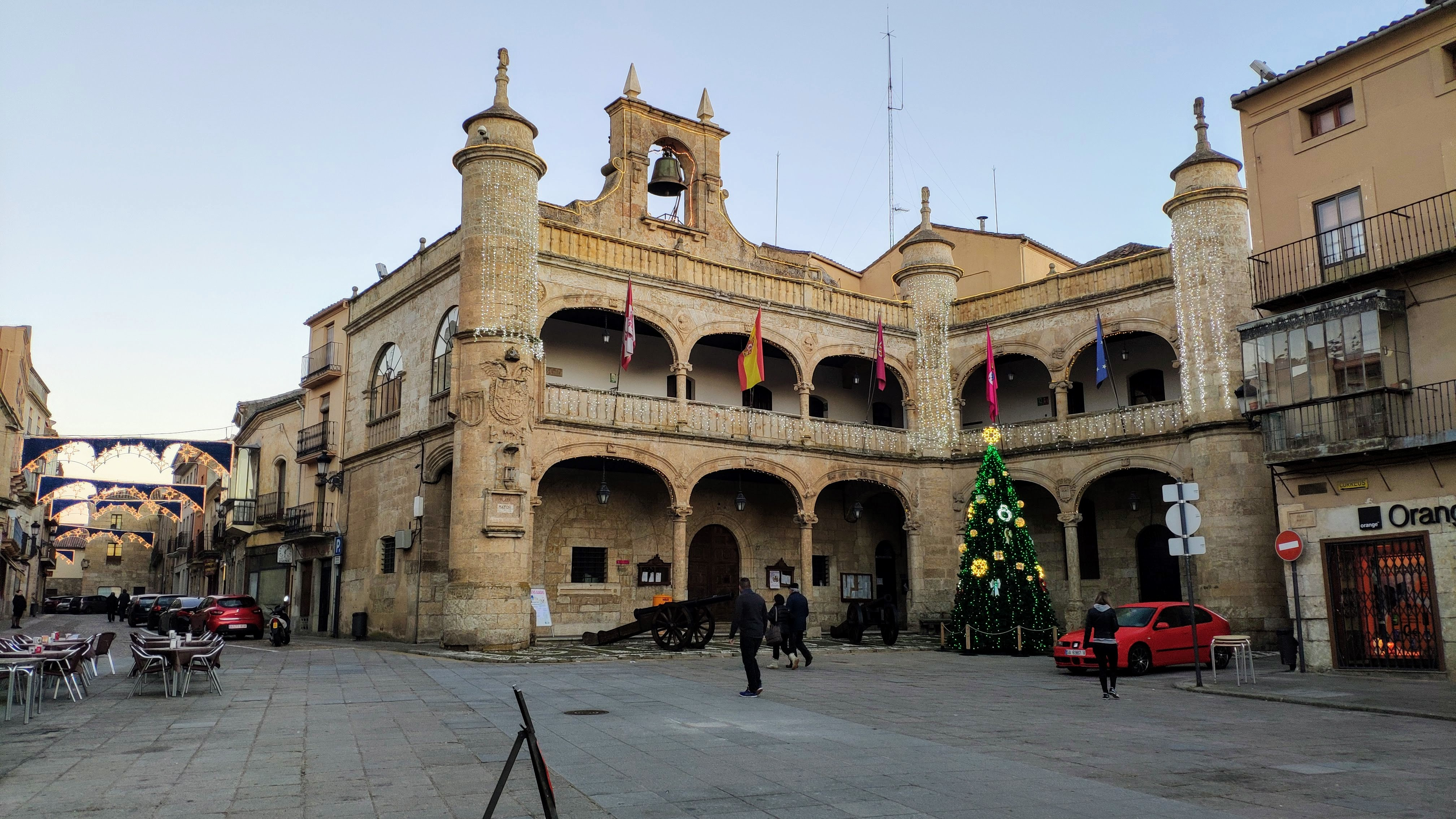
Rathaus

## Persönlichkeiten
- Francisco Pacheco de Toledo (1508–1579), (Erz-)Bischof von Burgos 1567–1579, Kardinal, Diplomat